# L'olivo benedetto vuol trovar pulito e netto

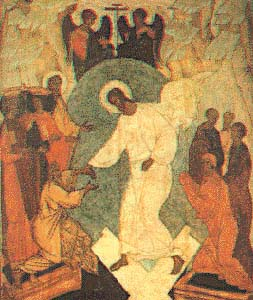
Pasqua e la Resurrezione

L'olivo benedetto vuol trovar pulito e netto, è un proverbio popolare che associa un evento religioso, come la festività della Pasqua ad una abitudine rurale, come quella delle pulizie pasquali.

## L'olivo e le pulizie
Il proverbio si riferisce alle pulizie pasquali, che nelle comunità rurali ed in alcune province italiane rappresentano ancora una cerimonia e un rito festoso di rinnovamento.

Dopo che la campagna si è rivitalizzata e rianimata, la nuova vita, con un riferimento evidente alla festività religiosa, fa irruzione nella casa intristita a causa dell'inverno.
Ecco quindi che nasce il bisogno di rinnovare la casa alla stessa stregua del campo o della vigna, non solo pulendola ma anche svecchiandola laddove sia possibile.

La tradizione prevede che i lavori inizino con un certo anticipo rispetto alla data in cui cade la Pasqua, per consentire al simbolo della benedizione e della pace (l'olivo della domenica delle palme) di trovare la casa già pulita e nuova.

Proprio questo è il periodo della potatura dell'olivo.

## L'olivo e il nido

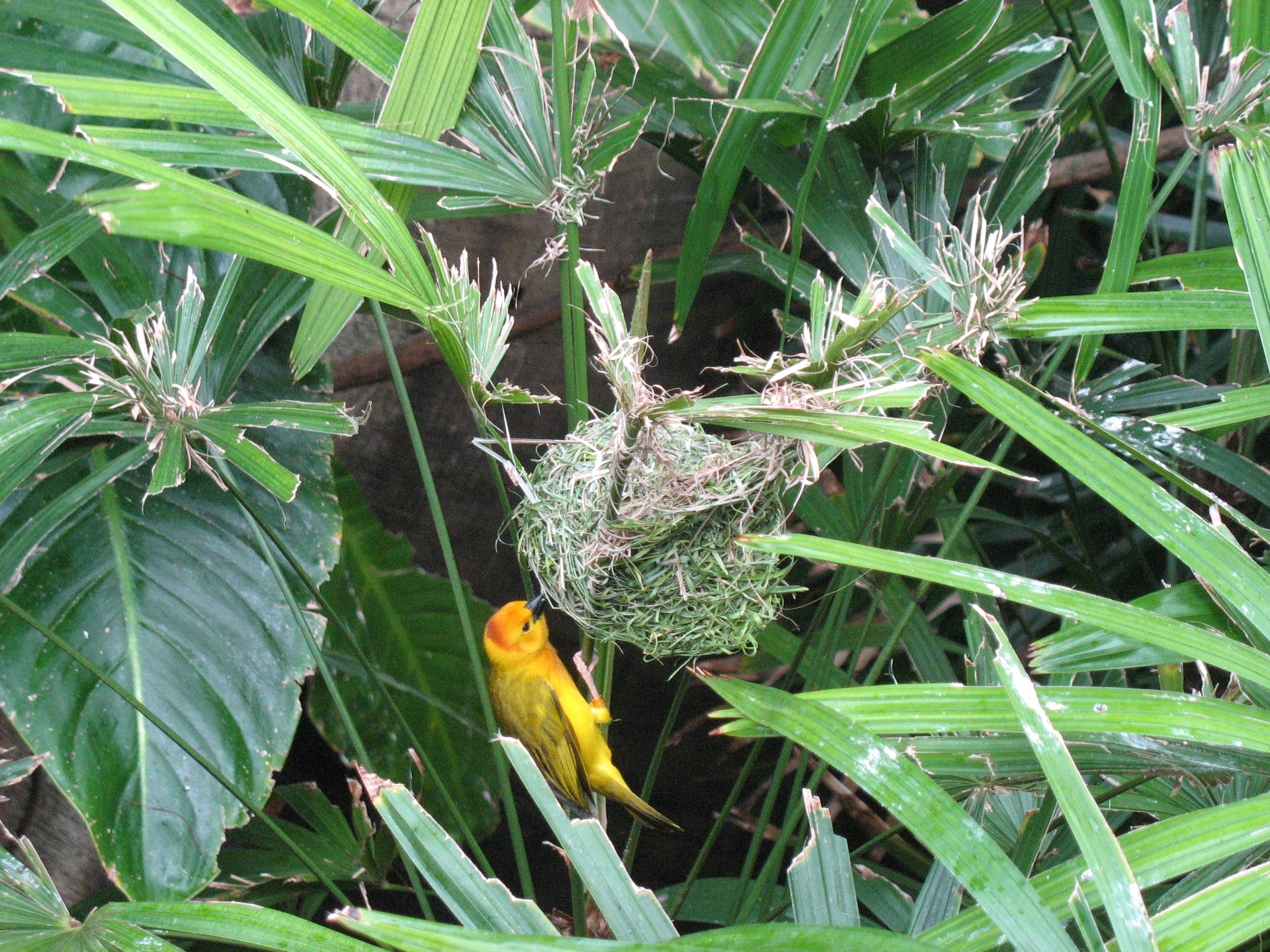
Il nido

I proverbi popolari fanno riferimento anche al mondo della natura, della flora e della fauna. In questo caso, il proverbio ci informa che il giorno della domenica dell'olivo, gli uccelli terminino di preparare il nido. Un'altra relazione evidenziata dal proverbio è quella che intercorre fra la primavera e la Pasqua.